# Bernard Férié
Bernard Férié (* 1947) ist ein französischer Regisseur.
Seit 1970 drehte Férie 13 Kurzfilme fürs Kino (Quelques gouttes d'orage, La septième chandelle) und für das Fernsehen (L’Océan dans la tête, Les mots de Pierre). Sein Spielfilmdebüt gibt er 1980 mit Éclipse sur un ancien chemin vers Compostelle mit Jean Martin, Martine Chevallier, Bruno Pradal und Jean Barney. Férié erzählt die Geschichte eines Dorfarchivars, der von einer Legende aus dem 11. Jahrhundert besessen ist. Sein zweiter Film L'ange foudroyé (1983) mit Mathieu Carrière und Maud Rayer erzählt von Friedrich Hölderlin und seine Liebe zu seinem Ideal Diotema. Für seinen dritten Spielfilm Une petite fille dans les tournesols, ein mythologisches Märchen um Trauerbewältigung mit Claude Jade auf der Suche nach ihrem verschwundenen Mann, erhält er den Prix de la Société des Auteurs. Seitdem ist Bernard Férié Dokumentarfilm-Regisseur. So produzierte und inszenierte er zwischen 2001 und 2008 die 47-teilige Porträt-Reihe Regards Singuliers.